# Service pénitentiaire du Ghana
Ghana Prisons Service
Pour les articles homonymes, voir GPS.
Le Service pénitentiaire du Ghana (Ghana Prisons Service, GPS) est l'agence gouvernementale responsable de la garde des prisonniers au Ghana, ainsi que de leur bien-être, de leur réformation et de leur réadaptation. Il relève de la compétence du Ministère de l'Intérieur.

## Mandat législatif
1. Règlement pénitentiaire de 1958 (LI 412).
2. Règlement de la prison de 1960.
3. Règlement pénitentiaire (amendement) de 1970 (LI 648).
4. Prisons (Déclaration des prisons) Instrument 1971 (EI 22).
5. Décret sur les services pénitentiaires, 1972 NRCD 46.
6. Système d'administration des services du Ghana Prisons Service (1991).
7. Constitution de 1992 du Ghana.

## Fonctions
Le GPS a pour mandat de remplir trois fonctions principales. Ce sont:  
1. Assurer la garde des prisonniers en toute sécurité et l'exécution des peines de manière humaine.
2. Assurer le bien-être des détenus en protégeant leurs droits et en leur fournissant de bons soins de santé, des vêtements, de la literie, de l'alimentation, des loisirs et des bibliothèques, entre autres commodités.
3. Assurer la réformation et la réhabilitation des détenus en leur offrant la possibilité de développer leurs compétences par le commerce, la formation et l'éducation morale.

## Administration
Le Service pénitentiaire est dirigé par le Conseil du service pénitentiaire, un organe consultatif et de surveillance. Ses fonctions consistent à conseiller le président sur "les questions de politique relatives à l'organisation et au maintien du système pénitentiaire au Ghana". 
Le quartier général des prisons de la région du Grand Accra abrite le contrôleur général des prisons et deux contrôleurs généraux adjoints des prisons, sept contrôleurs des prisons et d'autres titulaires de charges principales. 
L'actuel directeur général du service est Patrick Darko Missah. 

## Les prisons
Il existe 47 établissements pénitentiaires au Ghana, dont douze grandes prisons pour hommes. Ces prisons pour hommes sont situées à Akuse, Kumasi, Sékondi, Tamale, Nsawam, Ho, Sunyani, Navrongo, Wa, Tarkwa, Winneba et Cape Coast. Le pays compte également sept grandes prisons pour femmes, situées à Akuse, Ho, Nsawam, Sekondi, Sunyani, Kumasi et Tamale. En outre, il existe des prisons locales réparties dans tout le pays. La prison de James Camp près d'Accra et Ankaful près de Cape Coast sont toutes deux des prisons à camp ouvert. Les prisons du Ghana hébergent entre 11 000 et 14 000 détenus, les femmes représentant environ 2% de la population carcérale.  
Les prisons du Ghana sont classées en fonction de leur niveau de sécurité et des activités entreprises dans les différents établissements: 
1. Dans les prisons centrales, des installations de formation professionnelle sont fournies pour doter les détenus de compétences utiles à leur réinsertion effective dans la société. Elles accueillent des prisonniers condamnés à de longues peines. Les prisons centrales sont les points centraux de toutes les catégories de détenus, à l'exception des condamnés.
2. Les prisons locales sont principalement responsables de la garde et du bien-être des détenus en raison du manque d'espace pour les activités de formation professionnelle. Ils prennent généralement la garde des prisonniers à peine courte.
3. Les prisons des camps ouverts entreprennent des activités agricoles pour fournir de la nourriture et former les détenus aux pratiques agricoles modernes. Les détenus qui sont sur le point d'être libérés sont parfois transférés vers ces établissements en tant que transit pour les préparer à leur libération définitive dans la société.
4. Dans les camps de peuplement agricole, le niveau de sécurité est assez détendu; ils ne sont généralement pas clôturés. L'objectif principal est de former les détenus aux activités agricoles et de produire suffisamment de nourriture pour compléter l'alimentation des détenus et générer des revenus pour le Service pénitentiaire.

## Personnel
Le Service pénitentiaire du Ghana compte 6 200 agents et employés. Vingt pour cent du personnel sont des femmes. En 2017, l'effectif du service était de 5 898. 

## Directeurs
- Michael Kofi Bansah (en)
- Matilda Baffour Awuah[4] : 2013-2016
- Emmanuel Yao Adzator[5] : 2016–2017
- Patrick Darko Missah (en) depuis mars 2017[6]

## Conditions carcérales

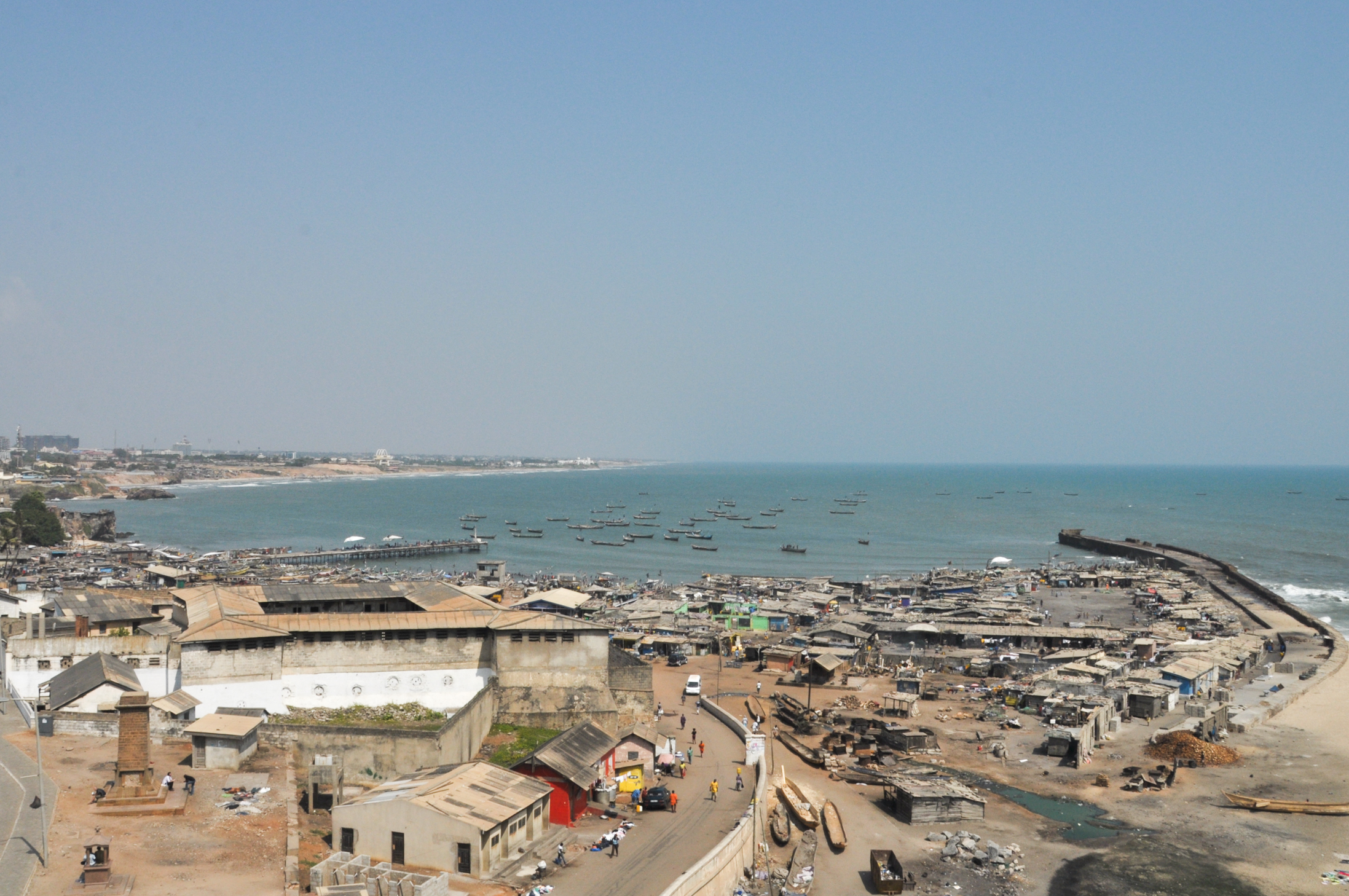
Prison de James Fort, Accra (extrême gauche).

Le principal défi auquel le service est confronté est le manque persistant de fonds. Un effet de cela, évident depuis 1972, est que le service n'est pas en mesure de garantir que les détenus ne récidivent pas. Les autres défis auxquels le service est confronté comprennent le surpeuplement des prisons, le manque d'assainissement et les mauvaises infrastructures pénitentiaires. Certaines prisons du GPS sont extrêmement obsolètes. Par exemple, la prison de Fort James (Ghana) Fort James, vieille de près de 400 ans, à Accra, était utilisée comme prison jusqu'en 2008. Elle a été construite à l'origine pour 200 esclaves, mais abritait plus de 740 prisonniers, hommes et femmes.  
1. Allocation budgétaire insuffisante pour les programmes de réforme - les détenus ne sont généralement ni qualifiés ni motivés lorsqu'ils entrent en prison. Il existe de nombreuses lacunes à corriger et un financement est nécessaire pour que les programmes soient efficaces.
2. Structures d'hébergement médiocres - structures anciennes et faibles et conceptions architecturales inadaptées pour une longue détention Le surpeuplement entraîne souvent des problèmes d'assainissement et de santé.
3. Stigmatisation des détenus - la stigmatisation des détenus entraîne le découragement et la récidive, ce qui conduit à la récidive et un taux de criminalité élevé sape les efforts de réforme et de réhabilitation des prisons.
4. Manque de soutien du public pour réformer et réintégrer les détenus après leur libération[2].

### Questions relatives aux droits de l'homme
Des conditions insalubres, une mauvaise alimentation et la surpopulation carcérale au Ghana ont été qualifiées de «traitement cruel, inhumain et dégradant» par l'ONU en 2013 . L'ampleur du surpeuplement carcéral est estimée plus élevée que les chiffres officiels du gouvernement. Les autorités pénitentiaires utilisent un système où les détenus connus sous le nom de «blouses noires» fouettent les autres détenus qui se conduisent mal avec des cannes.  

## Formation
La formation des agents pénitentiaires se fait à l'école de formation du service pénitentiaire. L'école a été créée en tant que dépôt de formation des gardiens en septembre 1947. Le but de l'école est de former les Ghanéens pour répondre aux besoins administratifs et opérationnels du Service pénitentiaire du Ghana. Il y a des cours pour les recrues, les élèves-officiers et des cours spéciaux. L'école a admis ses premiers officiers cadets en 1974.  

## Statistiques
En 2015, Patrick Darko Missah, alors sous-contrôleur chargé des finances et de l'administration des services pénitentiaires du Ghana, a révélé qu'il y avait 14 585 détenus avec 11 581 condamnés et 3004 en détention provisoire. Le nombre de détenus dépassait ce que les prisons du pays pouvaient gérer. Cela était dû au fait que, à l'exception des prisons de sécurité moyenne de Nsawam, d'Ankaful et des prisons de Kete Krachi qui ont été construites à cet effet, toutes les autres prisons étaient faites de fortune dans des entrepôts, des magasins et des silos, entre autres, destinés à abriter des biens.  

## Appui des Nations unies
Le Programme des Nations unies pour le développement (PNUD) soutient la réorganisation du Service pénitentiaire du Ghana dans le cadre d'un projet de quatre ans axé sur le développement des droits de l'homme. Dans le cadre de la restructuration, le Borstal Institute for Juveniles (en) s'appelle désormais le Senior Correctional Center.